# Mado Jolain
Mado Jolain, née le 9 mai 1921 à Paris et morte le 13 décembre 2019 à Avignon, est une céramiste française.

## Biographie
Mado Jolain a une formation de céramiste acquise à l'École nationale des arts décoratifs de Paris. Cette formation lui permet de survivre, en fournissant des accessoires de mode aux maisons de Haute couture parisienne. En 1946, elle s'installe avec son mari, le peintre René Legrand, dans un atelier de la rue d'Alésia.
Sa production est celle du temps : épis de faîtage et coqs stylisés côtoient des scènes religieuses. Elle participe au Salon des artistes décorateurs et à celui de l'Imagerie. Son succès est certain. Colette Gueden, la grande prêtresse de L'Atelier Primavera du magasin du Printemps, fait appel à son talent. Elle expose régulièrement dans les galeries parisiennes : L'Arcade, la Porte Étroite ou la Galerie du Siècle, ou encore chez les décorateurs comme Sarmadiras ou Merceron. En 1955, la prestigieuse Galerie La Demeure, place Saint-Sulpice, présente son travail.
Au début des années 1960, Mado Jolain développe de nouvelles lignes de céramique pour le jardin. En 1963, les Cahiers de la Céramique et du Verre rendent compte de l'exposition que la Galerie du Siècle vient de lui consacrer à Paris.
Il faut attendre l'année 2000 pour que la Galerie À Rebours, dirigée par Patrick Favardin, présente de manière rétrospective, le travail de cette céramiste. En 2016, la Galerie Artrium Thomas Fritsch lui consacre une exposition et La Revue de la Céramique et du verre publie un article sur elle en septembre 2016.
Parallèlement à son travail de céramiste, Mado Jolain participe à la création et à l'aventure de boutiques d'objets et de mobiliers modulables pour la maison Quatre Saisons à Paris puis à Avignon et à Aix-en-Provence.